# Wyre (district)
Wyre is een Engels district in het shire-graafschap (non-metropolitan county OF county) Lancashire en telt 111.000 inwoners. De oppervlakte bedraagt 282 km².
Van de bevolking is 22,2% ouder dan 65 jaar. De werkloosheid bedraagt 2,5% van de beroepsbevolking (cijfers volkstelling 2001).

## Plaatsen in district Wyre
- Poulton-le-Fylde
- Thornton Cleveleys

## Civil parishesin district Wyre
Barnacre-with-Bonds, Bleasdale, Cabus, Catterall, Claughton, Fleetwood, Forton, Garstang, Great Eccleston, Hambleton, Inskip-with-Sowerby, Kirkland, Myerscough and Bilsborrow, Nateby, Nether Wyresdale, Out Rawcliffe, Pilling, Preesall, Stalmine-with-Staynall, Upper Rawcliffe-with-Tarnacre, Winmarleigh.